# Holckenhus
55°40′26″N 12°34′23″Ø / 55.6739°N 12.5731°Ø
Holckenhus er en bygning i København opført (på stedet hvor Holcks Bastion lå deraf navnet) i årene 1891-93 af bygmester Nikolai Albert Schioldan og tegnet af arkitekt Philip Smidth. Bygningen er indrettet med kunstneratelierer i tagetagen, hvilket var vigtigt for bygmesteren, og har siden 1892 huset i hvert fald 74 kunstnere som P.S. og Marie Krøyer, Kristian Zahrtmann, (Zahrtmanns malerskole havde til huse her til 1907), Agnes og Harald Slott-Møller, Emil Nolde med flere.
Holckenhus har i over 125 år huset kunstnere og er Danmarks næststørste sammenslutning af atelierer efter Kunstakademiets Billedkunstskoler. Der er 11 atelierer på 5. sal.

## Bosatte billedkunstnere i Holckenhus[5]
- P.S. Krøyer 1892-98
- Marie Krøyer 1892-98
- Bertha Wegmann 1893-1914
- Kristian Zahrtmann 1885-1906
- Cilius Andersen 1894-95
- Susette Holten 1899-1901
- Anna Petersen 1902-03